# Idrottssällskapet Halmia
L'Idrottssällskapet Halmia è una società calcistica svedese con sede nella città di Halmstad. La squadra gioca le partite casalinghe all'Örjans Vall.

## Storia
L'Idrottssällskapet Halmia è stato fondato il 16 giugno 1907, con Axel Hagnell come presidente. La polisportiva prevedeva calcio, atletica, ginnastica e lotta. Nel 1909, l'Halmia ha perso una partita contro l'Helsingborg col punteggio di 0-11, record tuttora imbattuto. Nel campionato 1932-1933, la squadra ha militato nell'Allsvenskan per la prima volta nella sua storia. L'Halmia è retrocesso però al termine dell'annata seguente. Nel 1943 ha fatto ritorno nella massima divisione locale, grazie al successo sull'Örgryte nello spareggio. Vi è rimasto fino al 1950, anno di una nuova retrocessione. Nuovamente promosso nel 1963, è retrocesso al termine del primo anno vincendo una sola partita di campionato.
Nel 1978, l'Halmia è stato promosso in Allsvenskan, per retrocedere l'anno successivo. Nel 1985, il club è retrocesso ulteriormente, finendo nella Division 2 (oggi nota come Division 1 per la prima volta nella sua storia. Da quel momento in poi, la squadra non è più riuscita ad ottenere la promozione nell'Allsvenskan. Nel 2015, milita nella Division 1.

## Palmarès

### Competizioni nazionali
- Division 2: 1

2012

### Altri piazzamenti
- Coppa di Svezia:

Semifinalista: 1950